# Новогоднее обращение к народу
Новогоднее обращение к народу — в некоторых странах традиционное личное обращение главы государства или главы правительства к гражданам, транслируемое, как правило, в канун Нового года по телевидению. В обращении обычно содержатся поздравления с Новым годом, краткий итог уходящего года и обзор перспективы наступающего.

## Характеристика
Жанр новогоднего обращения главы государства развился из жанра поздравления, история которого прослеживается с XVII века, в то время как практика новогодних поздравлений главы государства берёт своё начало в XX столетии. Время осмысления и лингвистического анализа жанра новогоднего обращения наступило на рубеже XX—XXI столетий, когда этот ритуальный жанр окончательно оформился и вошёл в регулярную сетку новогоднего телеэфира.
Формально новогоднее обращение президента представляет собой небольшой предпраздничный ролик, транслируемый по центральному каналу (или нескольким каналам) национального телевидения, как правило, за несколько минут (обычно около 10) до наступления Нового года. Время начала воспроизведения записи рассчитано по секундам в зависимости от её длительности, так чтобы она закончилась точно к наступлению Нового года. В России, например, новогодняя видеозапись заканчивается точно к бою курантов. 12 ударов — непременный символ наступления Нового года. 1 января в 00:00:00 кремлёвские/минские куранты начинают свой перезвон, а первый удар из 12 звучит спустя 10 секунд после начала новых суток и нового года (в 00:00:10).
Точное время телеэфира может колебаться до нескольких часов: так, в Польше новогоднее поздравление президента не считается столь значимым коммуникативным событием и транслируется обычно в 20:00, после вечернего выпуска новостей. Россия поделена на несколько часовых поясов, в связи с чем новогоднее поздравление транслируется в каждом регионе согласно расписанию (в отличие от Беларуси, где один часовой пояс, в связи с чем президент поздравляет народ с экрана в одно и то же время — за несколько минут до полуночи). Украшенная ёлка или её элементы присутствуют в кадре большинства новогодних обращений, обычно она стоит справа или слева от президента, но может быть видна и в другой перспективе.

## Анализ
Семиозис новогоднего обращения президента можно представить как коммуникативную ситуацию, включающую определённый набор компонентов: в основе сообщения лежит интенция адресанта (глава государства) передать народу сообщение в виде новогоднего поздравления по определённому медиаканалу с использованием определённого национального языка. Для успешной реализации интенции отправителя и адекватного декодирования сообщения получателем язык должен быть ему хорошо известен. Семиотическое пространство новогоднего обращения президента формируется вербальными и невербальными средствами, ориентированными на получение нужного суггестивного эффекта.
Конститутивными элементами текста новогоднего поздравления являются национальные ценности, на которых в президентском обращении выстраивается как оценка прошлого — событий уходящего года и более отдалённых исторических этапов, так и видение будущего — обозначение перспектив и общественных задач в наступающем году. Главным образом смысловое наполнение текстов выступлений организовано в рамках дуальной модели, реализующейся «через действие определённого набора общесемиотических оппозиций»: плохой (проблемный, старый, чужой, опасный, полный угроз и неприятностей, фальшивый) и хороший (жизненно необходимый, новый, свой, благоприятный, благополучный, плодотворный, обнадеживающий, истинный). Концепт, маркируемый автором текста как хороший, подвергается лингвосемиотической обработке, чтобы посредством массового вещания с определённым коннотативным наслоением «встроить» его в картину мира адресата. Особенно значимыми для текста новогоднего поздравления главы государства представляются такие идеологемы, как Родина (Отечество, Страна), Справедливость, Свобода (Независимость), Мы (Нация), Они, Правда, Ложь, Добро, Зло, Благополучие. Базовой гиперонимической дихотомии «Мы (Я и Вы) — Они» в значительной степени подчинена проработка в тексте новогоднего обращения образов президента и народа, а также косвенного детерминанта событий недавнего прошлого и ближайшего будущего.
Тексты новогодних обращений главным образом составляются спичрайтерами и лишь согласуются с главой государства, а не пишутся последним. При этом особенности текстообразования новогоднего обращения обусловлены именно статусом автора, имеющего полномочия подводить итоги года за всю страну. Адресатом же в новогодних обращениях выступают все граждане страны как единое целое, народ (независимо от политических взглядов). Поскольку ведущей интенцией адресанта является единение слушателей как нации, нивелирование границ между массовым адресатом и статусным отправителем, последний выступает не только как президент, но и как личность, как друг. В связи с этим в тексте активно реализуется тактика интеграции, к специализированным знакам которой можно отнести личное местоимение «мы», лексемы совместности (вместе, все, наш, единство, народ), лексемы с компонентом единения, маркирующие семантическое поле «свои», «свой круг», лексемы, входящие в семантическое поле «семья». Местоимение «я», маркирующее субъекта повествования, а также «вы», означающее адресата, появляются, как правило, лишь в оптативе — поздравительной части текста.
В констатирующей части новогоднего обращения президента, а также определению ориентиров в наступающем году, на первый план выходят знаки-квалификаторы, которые формируют обширное поле восприятия (полезный, опасный, трудный и прочее), и знаки-процессивы, номинирующие определённые профессиональные действия. Если события уходящего года оцениваются с относительным учётом рационального критерия, то конструирование видения будущего должно прежде всего повлиять на эмоции адресата и вызвать симпатию к говорящему.
Доктором филологических наук Ж. Р. Сладкевич выделяются параметры для определения специфики новогоднего обращения главы государства:
1. Форма речи: вторично устная речь (примарно письменная речь), то есть предварительно написанная и откорректированная специалистами;
2. Сфера и характер общения: общественно-политическое, медиальное сообщение, записанное для общенационального телевещания;
3. Повод: наступление нового календарного года;
4. Коммуникативная цель: ведущая — объединение нации на основе общих ценностей и главенствующей идеологии; сопутствующие — подведение итогов уходящего года, обозначение перспектив на будущий год, внедрение в массовое сознание идей, необходимых правительству для достижения намеченного политического результата, поздравление народа с праздником и усиление положительного эмоционального состояния, в котором находится адресат;
5. Образ/статус адресанта: высшее должностное лицо — глава государства, что обычно закреплено в названии жанра;
6. Образ адресата: граждане страны (в большинстве текстов как единое целое, народ);
7. Ответная реакция (перлокутивный эффект эмоционального типа): ощущение адресатом радости, патриотических чувств, благодарности, восторга, гнева и прочее;
8. Обязательные структурные элементы:
  1. Обращение к адресату;
  2. Обозначение повода;
  3. Подведение итогов уходящего года;
  4. Определение общих задач на будущий год;
  5. Идеологический и патриотический компоненты (в том числе обозначение ценностей);
  6. Поздравление с праздником и пожелания.
9. Ритуальный характер: новогоднее обращение перформативно, носит циклический характер и локализовано во времени (транслируется по каналам национального телевидения 31 декабря за несколько минут до полуночи); чётко прослеживается ритуальная атрибутика новогоднего телеобращения (ель, бой курантов, гимн, флаг, бокал шампанского и прочее).

## Новогоднее обращение главы государства в разных странах

### Австрия
В Австрии в Новый год к народу обращается президент, а обращение канцлера транслируется в национальный праздник 26 октября.

### Армения
В Армении с 2019 года новогоднее обращение к народу на армянском языке делает премьер-министр. До этого, с момента независимости этой страны, новогоднее обращение делал президент этой республики.

### Азербайджан
В Азербайджане новогоднее обращение ежегодно традиционно делает президент этой страны на государственном, азербайджанском языке.

### Белоруссия
В Белоруссии с новогодним обращением на протяжении 26 лет выступает действующий президент Республики Беларусь — Александр Лукашенко. Каждый год он затрагивает какую-то тему для речи. Так например, 31 декабря 2003 года его речь была названа «Время — птица», а в 2016 тематика его речи была «Все ещё впереди».
В период с 1994 по 2012 год новогоднее поздравление происходило на территории Резиденции Президента Республики Беларусь в Минске, а после окончания строительства Дворца Независимости уже 31 декабря 2013 года поздравление проходило на его территории. 31 декабря 2017 года вместо привычного вступления с административными центрами были показаны основные цитаты и моменты с Александром Лукашенко в 2017 году.
В 2014 году на встрече со студентами и преподавателями БГУИР Александр Лукашенко рассказал, что обращение записывается за день-полтора до новогодней ночи, однако текст начинает готовиться за полтора месяца. Для подготовки Лукашенко смотрел новогодние обращения других глав государства, а после записи просматривал несколько раз своё выступление. Обычно обращение длится 5—8 минут: в 2007 году текст обращения насчитывал 830 слов, а в 2012 году речь состояла всего из 487 слов.
С 2020 года наряду с обращением Александра Лукашенко на площадках независимых белорусских СМИ публикуется новогоднее обращение Светланы Тихановской.

### Великобритания
В 1923 году генеральный директор «Би-би-си» Джон Рейт предложил королю Георгу V выступить на Рождество с обращением к народу, но идея была отвергнута королём. Тем не менее, Рейт настаивал на своей идее, и в 1932 году Георг V из своей резиденции в Садринхеме записал радиообращение к гражданам Великобритании. Текст обращения написал Редьярд Киплинг. С тех пор британские короли и королевы ежегодно выступали с рождественскими поздравлениями, за исключением 1936 и 1938 гг. (правивший с декабря 1936 по февраль 1952 Георг VI страдал заиканием с 7 лет, от которого смог в дальнейшем избавиться). В 1957 году впервые рождественское обращение королевы Елизаветы II было показано по телевидению.
Рождественское послание обычно сочетает в себе хронику основных событий уходящего года, события из личной жизни монарха и семьи, а также значение Рождества для самого монарха.

### Германия
В Германии, начиная с 1970 года, с новогодним обращением выступает канцлер. Федеральный президент, формально считающийся главой государства, обращается к народу на Рождество. С 1949 по 1969 год происходило наоборот. В 1952 году новогоднее обращение впервые транслировалось по телевидению. Курьёзный случай произошёл 31 декабря 1986 года, когда телеканал Das Erste транслировал прошлогоднее обращение Гельмута Коля. По словам руководства телеканала, это произошло по ошибке, и 1 января 1987 года Das Erste показал верное обращение канцлера.

### Дания
В канун Нового года ежегодно с обращением выступает монарх Дании. Традицию подобных обращений заложил ещё король Кристиан IX.

### Казахстан
В Казахстане с телепоздравлением традиционно обращается президент этого государства, разделяя своё обращение на казахском и русском языках.

### Кыргызстан
В Кыргызстане обращается к народу президент республики, также разделяя свою речь на киргизском и русском языках, так как, как и в соседнем Казахстане, русский язык в этой стране имеет официальный статус.

### КНДР
1 января 2013 года BBC News сообщило, что лидер Корейской Народно-Демократической Республики впервые за 19 лет выступил с новогодним телеобращением к гражданам.

### Польша
В Польше с новогодним обращением выступает президент.

### Россия
С новогодним обращением к народу в России выступает президент Российской Федерации. Традиция подобного обращения уходит корнями в СССР: первое подобное обращение по радио прозвучало 31 декабря 1935 года, когда с Новым годом полярников поздравил М. И. Калинин.

### Таджикистан
С середины 2000-х годов, в Таджикистане с новогодним обращением на таджикском языке к народу обращается президент этого государства.

### Туркменистан
В Туркменистане с обращением к народу в новогоднюю ночь обращается президент этой страны на туркменском языке.

### Узбекистан
В Узбекистане в период правления Ислама Каримова в 1989—2016 годах, президент этой страны не обращался с телевизионным новогодним обращением к народу. Поздравление президента государства зачитывал диктор в новогодний вечер. После прихода к власти Шавката Мирзиёева, началась традиция прямого телевизионного новогоднего обращения к народу. Президент сначала поздравляет народ на русском языке, а затем, за считанные минуты до наступления нового года, обращается на узбекском языке.

### Украина
На Украине с новогодним обращением выступает Президент Украины. По состоянию на начало 2025 года чаще всего с поздравлениями выступал Леонид Кучма, зачитавший 11 обращений. Леонид Кравчук обращался 3 раза, Виктор Ющенко — 5 раз, Виктор Янукович — 4 раза, Пётр Порошенко — 5 раз, Владимир Зеленский — 6 раз.
Продюсер Михаил Крупиевский рассказывал, что подготовка к новогоднему обращению каждого президента шла в течение двух-трёх недель: с утра разворачивалась техника, проводились репетиции, а вечером организовывалась одна репетиция с президентом и готовились два-три дубля для съёмок обращения.
- Первое новогоднее обращение в 1992 году произнёс Леонид Кравчук, выступая без новогодней ёлки в кадре и говоря без суфлёра. Согласно его интервью украинскому телеканалу 24, он всегда «вкладывал в обращение какую-то дозу романтики». Обращение он старался записать с первого же раза[16].
- Своё новогоднее обращение в канун 1995 года Леонид Кучма засчитывал сидя. В последующие годы он выступал стоя, держа в руках бокал с шампанским[17]. 31 декабря 2002 года в эфире было показано обращение Леонида Кучмы, на котором он обращался к народу, сидя вместе с внуком Романом и собакой[18]. Идею подобного обращения предложила главный режиссёр телеканала 1+1 Татьяна Терещенко, стремившая «очеловечить образ» Президента[17].
- Его преемник Виктор Ющенко стал первым, кто зачитал своё новогоднее обращение на открытом воздухе[17]. В 2006 году он выступал на фоне почётного караула и в компании детей[16].
- Обращение в канун наступления 2013 года Виктор Янукович записал в Киево-Печерской лавре[16][17]. Также в ответ на последнее новогоднее обращение Януковича к народу 31 декабря 2013 года было впервые опубликовано обращение народа к Президенту[16][19][16].
- Первое новогоднее обращение Петра Порошенко, показанное 31 декабря 2014 года, было записано вместе с военнослужащими Вооружённых сил Украины[16][20].
- Традиционно речь произносится на украинском языке, однако Петр Порошенко в своём первом новогоднем обращении в канун Нового 2015 года произнёс несколько фраз на крымскотатарском и русском языках. В канун 2020 года Владимир Зеленский также произнёс несколько фраз на крымскотатарском, венгерском и русском языках[21].